# Giuncaggio
Giuncaggio (korsisch Ghjuncaghju) ist eine Gemeinde mit 81 Einwohnern (Stand 1. Januar 2022) im Département Haute-Corse auf der französischen Insel Korsika. Sie gehört zum Kanton Ghisonaccia.

## Geografie
Giuncaggio liegt in der Hügellandschaft Castagniccia auf einer Höhe von 610 Metern über dem Meeresspiegel im Osten von Korsika, 54 Kilometer südwestlich von Bastia, der Präfektur des Départements Haute-Corse, und sechs Kilometer südlich des Regionalen Naturparks Korsika. Die Ortschaft überragt das Tal des Tavignano und ist von den Nachbargemeinden Pancheraccia, Antisanti und Pietraserena umgeben. Das Gemeindegebiet hat eine Fläche von 16,15 Quadratkilometern.

## Sehenswürdigkeiten
- Kirche Saint-Blaise aus dem 12. Jahrhundert

## Bevölkerungsentwicklung
| Jahr      | 1962 | 1968 | 1975 | 1982 | 1990 | 1999 | 2007 | 2016 |
| --------- | ---- | ---- | ---- | ---- | ---- | ---- | ---- | ---- |
| Einwohner | 139  | 148  | 138  | 131  | 76   | 76   | 66   | 56   |

## Wirtschaft
Ein wichtiger Erwerbszweig ist der Tourismus. Giuncaggiu und der Tavignano bieten Touristen viele sportliche Betätigungen, zum Beispiel Kajakfahren, Rafting, Canyoning und Eselreiten. Es gibt einen Campingplatz im Ort.
Auf dem Gemeindegebiet gelten kontrollierte Herkunftsbezeichnungen (AOC) für Brocciu, Honig (Miel de Corse – Mele di Corsica), Olivenöl (Huile d’olive de Corse – Oliu di Corsica), Kastanienmehl (Farine de châtaigne corse – Farina castagnina corsa) und Wein (Vin de Corse oder Corse blanc, rosé und rouge) sowie geschützte geographische Angaben (IGP) für Clementinen (Clémentine de Corse) und Wein (Ile de Beauté blanc, rosé oder rouge und Méditerranée blanc, rosé und rouge).